# 中華共和国 (年号)
中華共和国（ちゅうかきょうわこく）は民国初に福建省で成立した中華共和国が使用した紀年法。1933年 - 1934。

## 西暦・干支との対照表
| 中華共和国 | 元年     | 2年      |
| 西暦       | 1933年   | 1934年   |
| 中華民国   | 民国22年 | 民国23年 |